# Giovanni Battista Pergolesi
Giovanni Battista Pergolesi (Jesi, 4. siječnja 1710. – Pazzuoli pokraj Napulja, 17. ožujka 1736.), talijanski skladatelj.
Jedan je od glavnih predstavnika napuljske škole, a bio je prvenstveno operni skladatelj. Komičnom operom "Služavka gospodarica", stvorio je remek-djelo talijansko buffo stila. Njezina izvedba 1752. u Parizu izazvala je dugotrajni sukob između pristaša talijanske opere, tzv. buffonista i antibuffonista i utjecala na razvoj francuske opere comique.